# Основные цвета

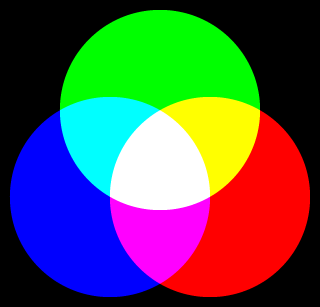
Аддитивное смешение цветов (смешивание лучей света от источников). Основными цветами являются красный (Red), зелёный (Green) и синий (Blue).

Субтрактивное смешение цветов (смешивание красок, отражённый или проходящий свет). Основными цветами являются сине-зелёный (Cyan), маджента (Magenta) и жёлтый (Yellow).

Основные цвета — цвета, смешивая которые можно получить все остальные цвета и оттенки. Смешивание цветов является основным методом, используемым для создания широкого спектра цветов, например, в электронных дисплеях, цветной печати и картинах. Восприятие, связанное с данной комбинацией основных цветов, можно предсказать с помощью соответствующей модели смешивания, например, аддитивной, субтрактивной. При аддитивном смешении (лучей света) основными цветами являются красный (Red), зелёный (Green), синий (Blue) (модель RGB). При субтрактивном смешении (красок) основными цветами являются голубой (Cyan), маджента (Magenta), жёлтый (Yellow), а также чёрный (Key) (модель CMYK).
Существует более широкое понятие об основных цветах, при котором допускается смешивание цветов не только с положительными, но и с отрицательными пропорциями. В этом случае основными цветами называют систему трёх линейно независимых цветов, то есть таких цветов, каждый из которых не может быть представлен в виде комбинации каких-либо количеств двух других цветов. Линейно независимых троек цветов существует бесконечно много. Цвет может быть выражен в любой из трёхмерных систем; переход из одной системы в другую осуществляется с помощью простых соотношений.

## История
Концепция основных цветов имеет долгую и сложную историю. Её появление связано с необходимостью воспроизводить цвета, для которых в палитре художника не было точного цветового эквивалента. Развитие техники цветовоспроизведения требовало минимизации числа таких цветов, в связи с чем были разработаны концептуально взаимодополняющие методы получения смешанных цветов: смешивание цветных лучей (от источников света, имеющих определённый спектральный состав), и смешивание красок (отражающих свет и имеющих свои характерные спектры отражения).
Исаак Ньютон использовал термин «основной цвет» для описания цветных спектральных компонентов солнечного света.

### Различные варианты выбора «основных цветов»
Смешивание цветов зависит от цветовой модели.
По Иоганнесу Иттену основных цветов существует всего 3: красный, жёлтый и синий. Эта сложившаяся исторически система предшествовала возникновению науки о цвете. Она не вписывается в современные представления о восприятии спектра видимого света в трёхстимульной модели зрения, однако её культурное влияние[⇨] до сих пор сохраняется в изобразительном искусстве.
По современным понятиям основными хроматическими цветами являются цвета альтернативных моделей CMY: сине-зелёный (Cyan), маджента (Magenta), жёлтый (Yellow) и RGB: красный (Red), зелёный (Green), синий (Blue). При этом RGB-модель говорит о синтезе цветов при смешении лучей света, в то время как CMY-модель, так же как и модель Иттена говорят о синтезе цветов при смешении красок. По всем этим моделям остальные цвета цветового круга образуются синтезированием (смешиванием) в различных пропорциях трёх основных цветов. CMYK-модель также добавляет к трём цветам CMY-модели чёрный цвет.
Существуют аддитивная и субтрактивная модели смешивания.

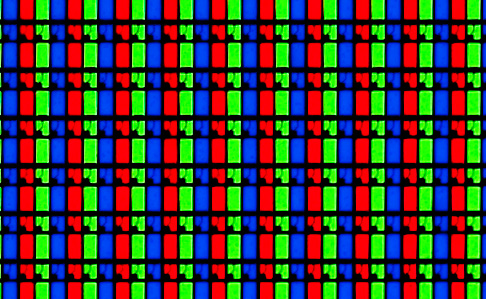
Изображение красных, зелёных и синих элементов (субпикселей) ЖК-дисплея. Аддитивное смешение объясняет, как можно использовать свет от этих цветных элементов для воспроизведения цветных изображений.

#### Аддитивный синтез цвета
Аддитивное смешение — способ, основанный на сложении цветов непосредственно излучающих объектов. Оно соответствует смешению лучей света. Не стоит путать его с субтрактивным смешением, которое соответствует смешению красок. Для аддитивного смешения цветов выбраны цвета, позволяющие достигнуть компромисс между доступной технологией (включая такие соображения, как стоимость и энергопотребление) и потребностью в широкой цветовой гамме.
Современным стандартом для аддитивного смешения цветов является модель цветового пространства RGB, где основными цветами являются красный (Red), зелёный (Green) и синий (Blue). Аддитивное смешение по модели RGB используется в компьютерных мониторах и телевизионных экранах, цветное изображение на которых получается из красных, зелёных и синих точек люминофора или светоматрицы. При отсутствии света нет никакого цвета — чёрный, максимальное смешение даёт белый.

#### Субтрактивный синтез цвета
В противоположность аддитивному смешению цветов существуют схемы субтрактивного синтеза. Субтрактивное смешение соответствует смешению красок. В этом случае цвет формируется за счёт вычитания определённых цветов из белого света. Тремя типичными базовыми цветами являются сине-зелёный (Cyan), маджента (Magenta) и жёлтый (Yellow). Модель субтрактивного синтеза CMYK (Cyan, Magenta, Yellow, Key color) широко применяется в полиграфии.

## Биофизические предпосылки

Нормализованные графики светочувствительности колбочек человеческого глаза S, M, L. Пунктиром показана сумеречная, «чёрно-белая» восприимчивость палочек

Основные цвета не являются свойством света, их выбор определяется свойствами человеческого глаза и техническими свойствами систем цветовоспроизведения.
В нашем глазу есть три вида колбочек — красные, зелёные и фиолетовые. Поэтому дисплеи используют в качестве основных красный, жёлто-зелёный и синий.
Психофизиологические исследования привели к предположению о существования неких «чистых» и уникальных цветов: — красный, жёлтый, зелёный и синий, причём красный и зелёный образуют одну цветоконтрастную ось, а жёлтый и синий — другую. Любой другой цвет представляет собой смесь 2-х соседних (то есть не противоположных) уникальных цветов. Противоположные же цвета (красный с зелёным или жёлтый с синим), смешиваясь, дают новые, невозможные цвета. Уникальные цвета были применены Ричардом Хантером в качестве основных для цветового пространства Hunter Lab, что привело к созданию CIELAB. Система NCS также непосредственно вдохновлена уникальными цветами.

## Технические варианты реализации модели использования «основных цветов»

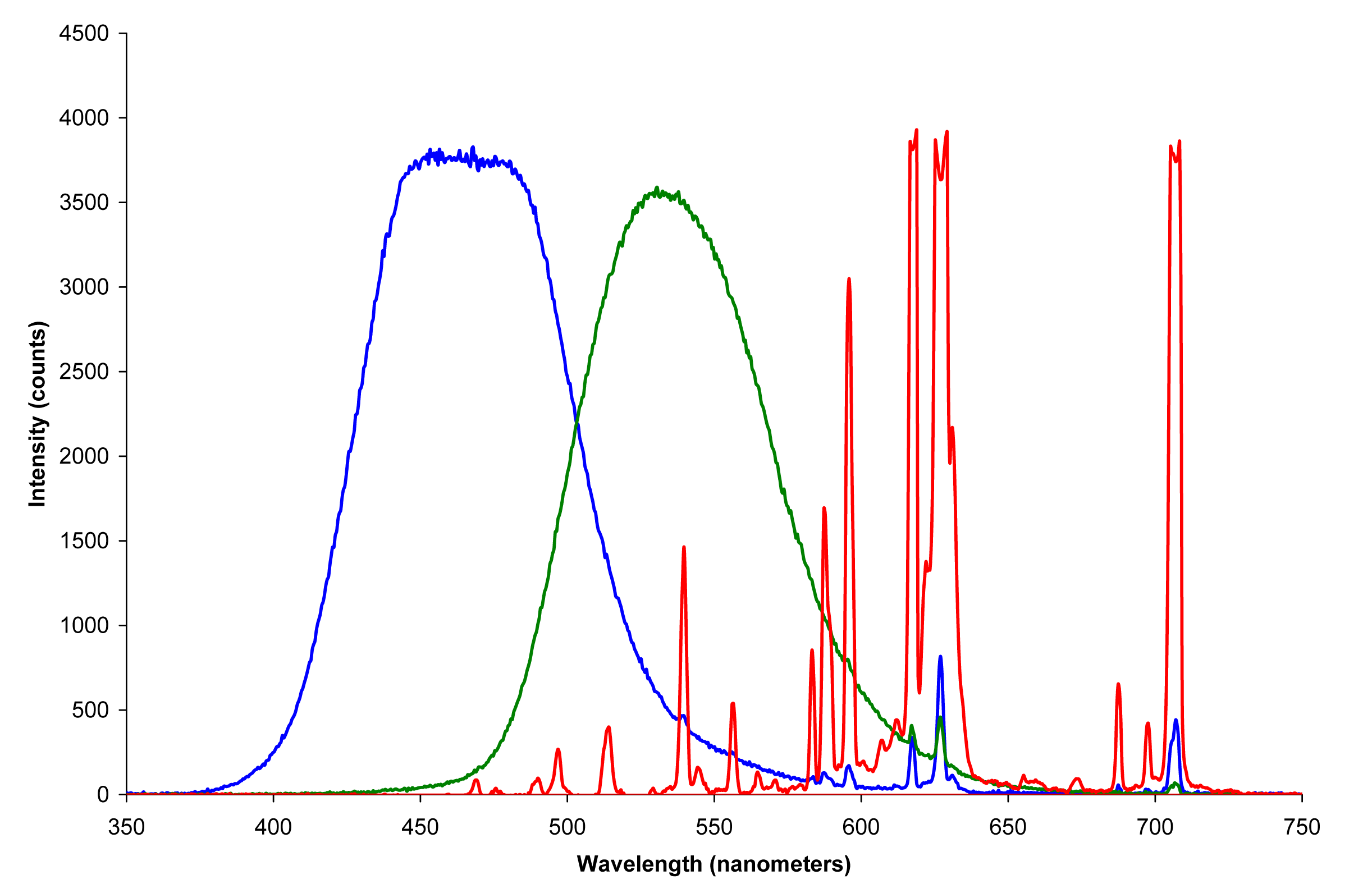
Эмиссионные спектры люминофоров красного, зелёного и синего цвета, которые определяют возможности аддитивной модели цветовоспроизведения типичного дисплея на базе ЭЛТ